# マクシミリアン・カール・フォン・トゥルン・ウント・タクシス
マクシミリアン・カール・フォン・トゥルン・ウント・タクシス（ドイツ語：Maximilian Karl von Thurn und Taxis, 1802年11月3日 - 1871年11月10日）は、トゥルン・ウント・タクシス侯（在位：1827年 - 1871年）、トゥルン・ウント・タクシス郵便総裁。

## 生涯
トゥルン・ウント・タクシス侯カール・アレクサンダーとその妻でメクレンブルク＝シュトレーリッツ大公カール2世の娘テレーゼとの間の次男として、ザンクト・エメラム修道院宮殿で生まれた。1827年に父が亡くなると、侯爵家家長およびフランクフルト・アム・マインに本社を置くトゥルン・ウント・タクシス郵便の総裁を引き継いだ。1866年にフランクフルト自由市がプロイセン王国に併合されると、翌1867年7月1日、金銭的補償と引き替えにトゥルン・ウント・タクシス郵便をプロイセン政府に売却することを余儀なくされ、トゥルン・ウント・タクシス家によるヨーロッパ郵便網の独占支配は終わった。この事業は翌年正月から北ドイツ連邦郵便として再スタートした。
1828年8月24日レーゲンスブルクで、プロイセンの高級官僚エルンスト・フォン・デルンベルク男爵の娘ヴィルヘルミーネと結婚した。夫妻は世継ぎのマクシミリアン・アントンを含む5人の子女をもうけたが、ヴィルヘルミーネは1835年に亡くなった。
1839年1月24日エッティンゲンで、エッティンゲン＝エッティンゲン侯およびエッティンゲン＝シュピールベルク侯アロイス3世の娘マティルデ・ゾフィーと結婚し、間に12人の子女をもうけた。
| 先代 カール・アレクサンダー | トゥルン・ウント・タクシス侯 1827年 - 1871年 | 次代 マクシミリアン・マリア |